# Physalis filipendula
Physalis filipendula är en potatisväxtart som beskrevs av T. S. Brandegee. Physalis filipendula ingår i släktet lyktörter, och familjen potatisväxter. Inga underarter finns listade i Catalogue of Life.